# Deporte en Corea del Norte

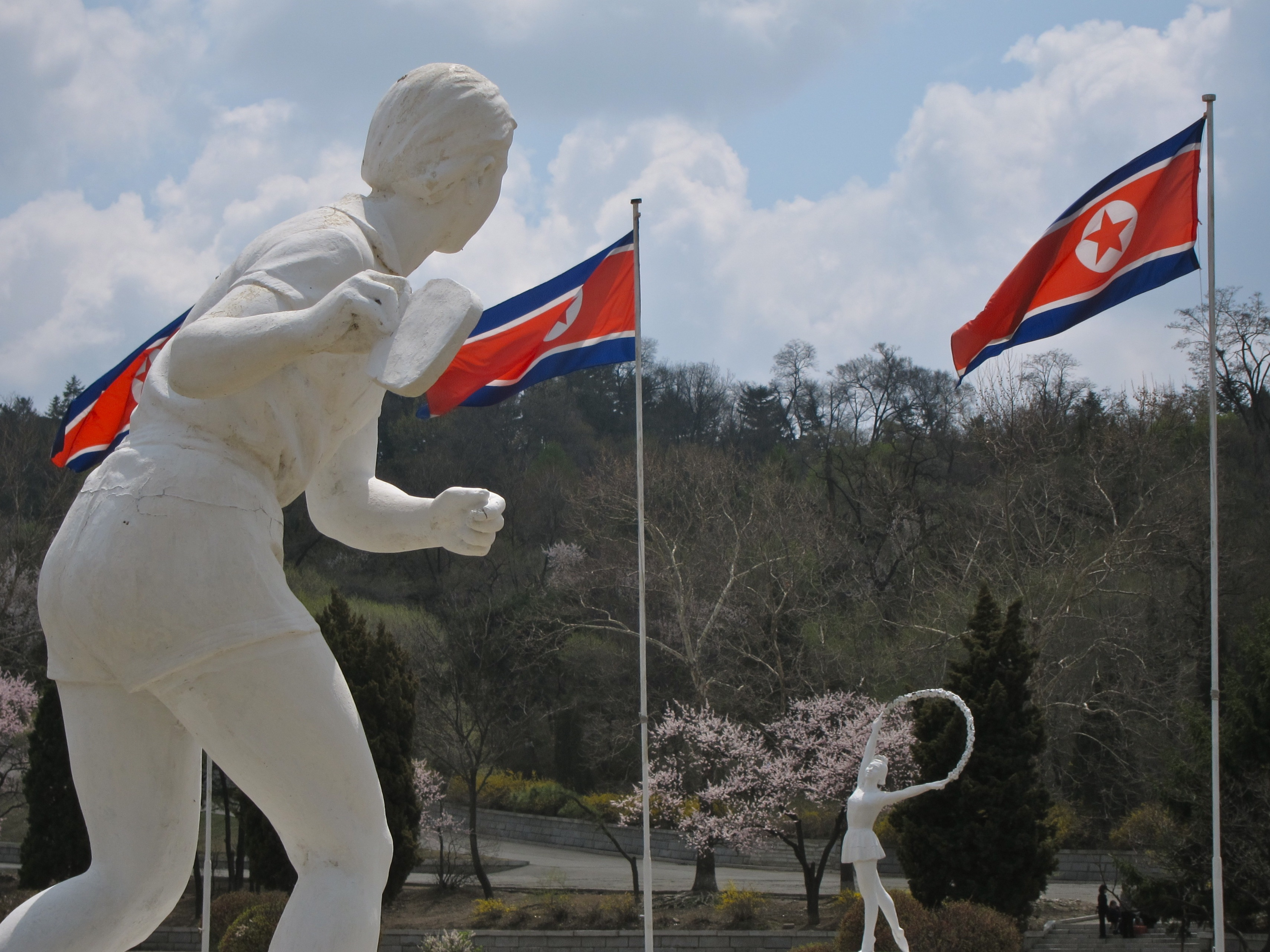
Estatua de un jugador de tenis de mesa en el estadio Kim Il-sung

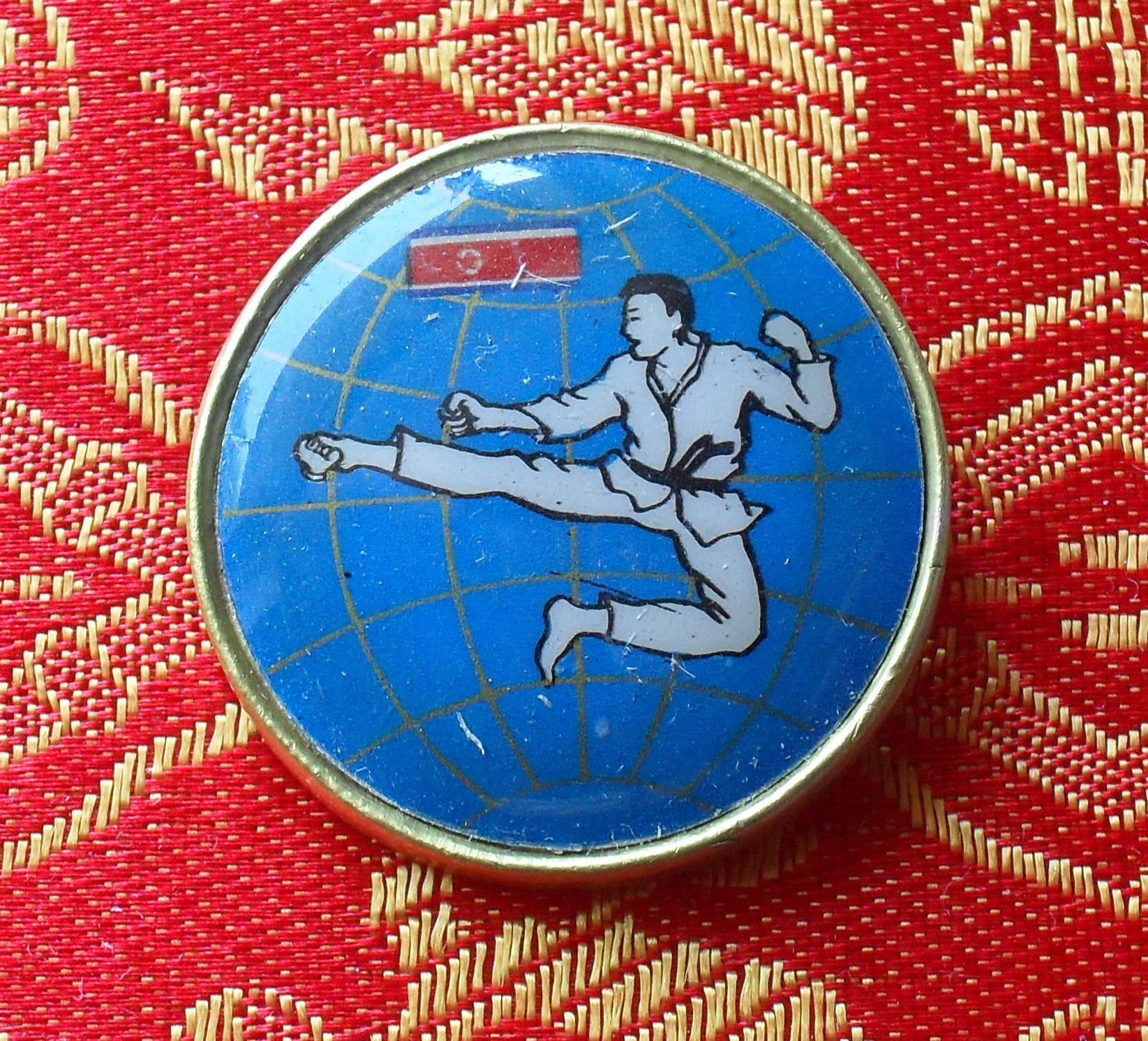
Pin de taekwondo de la RPDC

Históricamente, la participación de Corea del Norte en eventos deportivos internacionales se ha visto obstaculizada por las relaciones con Corea del Sur. Hasta la década de 1990, Corea del Norte solía organizar hasta 14 eventos internacionales cada año, aunque en pequeña escala. Desde principios de la década de 1990, la cantidad se redujo a solo uno, el Festival Internacional de Patinaje Artístico del Premio Paektusan. Más recientemente, desde la década de 2000, Corea del Norte participa y organiza más competiciones internacionales.
En los últimos años, sin embargo, la cooperación en el deporte ha mejorado. Desde principios de la década de 2000, los atletas norcoreanos han usado abiertamente equipos deportivos con logotipos de marcas extranjeras en ellos. En 2017, Corea del Norte se quejó ante varias asociaciones deportivas internacionales de que las sanciones impuestas por Estados Unidos impiden injustamente que compre equipos deportivos profesionales.

## Maratón
El maratón en Corea del Norte comenzó en serio en 1975 cuando Choe Chang-sop ganó el Maratón de la Paz de Košice en Checoslovaquia y se convirtió en el mejor atleta de Corea del Norte en ese momento. El maratón de Pyongyang se celebró en abril desde 1981, con algunas interrupciones. Corea del Norte se desempeña con fuerza en el maratón femenino en competiciones internacionales. La medalla de oro de Jong Song-ok en 1999 en el maratón femenino en el Campeonato Mundial de Atletismo de Sevilla sigue siendo la única medalla de atletismo del país en una competencia importante.

## Fútbol

### Copa Mundial de 1966
En 1965, el equipo nacional de fútbol avanzó a la Copa Mundial de la FIFA celebrada en Inglaterra. Después de que dieciséis equipos se retiraron de la clasificación en la zona asiática / africana, el equipo norcoreano tuvo una serie de dos juegos contra Australia en Phnom Penh, Camboya. Los norcoreanos ganaron ambos juegos y se clasificaron para la Copa del Mundo.
Después de perder 3-0 ante la Unión Soviética y empatar con Chile, los norcoreanos derrotaron a Italia 1-0; Pak Doo-ik marcó el gol ganador.
En los cuartos de final, los norcoreanos se enfrentaron al equipo nacional de fútbol de Portugal. Los norcoreanos anotaron tres goles sin respuesta en los primeros 24 minutos. Portugal necesitaba un esfuerzo de cuatro goles de Eusébio para lograr una victoria de 5-3.

### Copa Mundial 2010

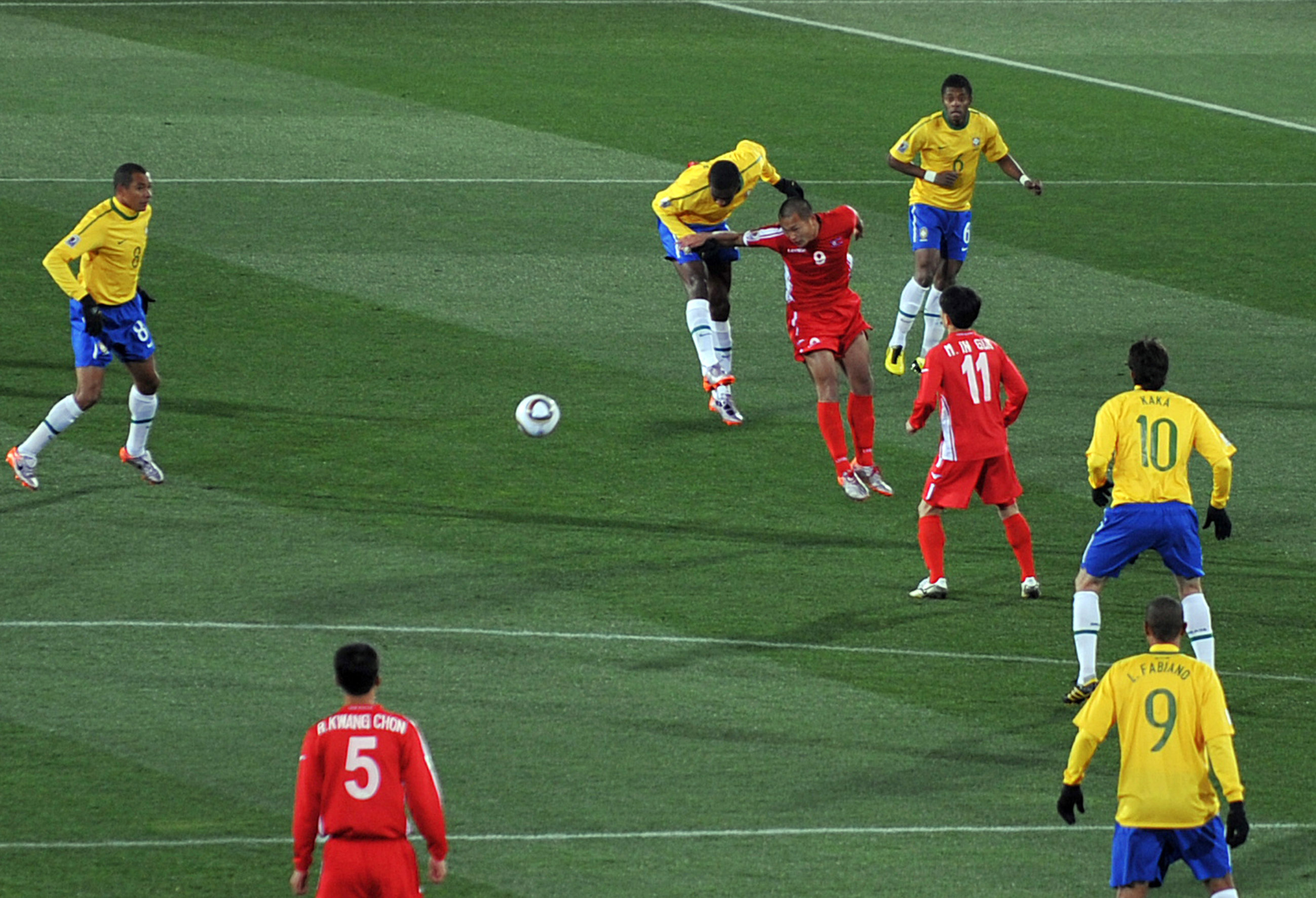
Corea del Norte jugando en la Copa Mundial de la FIFA 2010

El Chollima no se clasificó para ninguna final de la Copa Mundial hasta que avanzó a la Copa Mundial de la FIFA 2010. Ambas Coreas se clasificaron para las finales de 2010, pero estaban en diferentes grupos de primera ronda. La etapa eliminatoria de segunda ronda del torneo se estableció para que los dos equipos coreanos no pudieran enfrentarse hasta las semifinales. El equipo de Corea del Norte no pudo pasar las etapas del grupo, terminando en la parte inferior del grupo y perdiendo los tres partidos.

### Fútbol nacional
Corea del Norte tiene ligas nacionales para hombres y mujeres, y todos los juegos tienen lugar en el estadio Kim Il-sung en Pyongyang. Tradicionalmente, los equipos más importantes en la liga masculina incluyen el April 25, Pyongyang City y el Rimyongsu Sports Club.
En septiembre de 2010, el primer partido amistoso oficial entre un equipo de fútbol nacional y un club extranjero tuvo lugar en el estadio Kim Il-sung. En estos dos partidos, German All Stars (GAS), con sede en Singapur, jugó dos partidos contra el segundo y tercer equipo de Pyongyang. Los partidos terminaron 1-0 respectivamente 4-2 para el equipo coreano. El mediocampista del GAS Matthias Bertl se convirtió en el primer futbolista alemán en marcar un gol en la RPDC y también en el primero en marcar dos goles. Rene Schieber estableció nuevos récords por primera vez con el primer disparo a portería de un futbolista alemán y Hendrik Bohne fue el primer futbolista en enloquecer a un jugador de la RPDC durante un partido oficial. Como parte del equipo, Simone Magnani se convirtió en la primera italiana en jugar un amistoso en la RPDC. El equipo fue dirigido por Florian Schmidt como el Capitán para el partido inaugural y estaba compuesto además por Steffen Schacher, Ingo Hartmann, Joerg Buenzel, Dr. Hermann Bergmann, Denis Mecklenburg, Philipp von Pein, Helge Muenkel y Thomas Berner, además de los jugadores mencionados anteriormente. .
En 2018, los All Stars alemanes regresaron a Pyongyang, participando en 2 amistosos contra el equipo Hwaebul Sports Club de la Premier League de la RPDC. El segundo amistoso tuvo lugar nuevamente en el estadio Kim Il Sung, un juego que el equipo de Corea ganó 4-2. Thomas Nock marcó el primer gol para el lado alemán, antes de que Fraser Tyler se convirtiera en el primer inglés en marcar en la RPDC, con un excelente golpe desviador desde el lado izquierdo del área. Después de una derrota por 7-0 unos días antes, el equipo alemán salvó un poco de orgullo, sin embargo, derrotando a Hwaebul en un tiroteo de penalti 7-6.

### Fútbol femenino

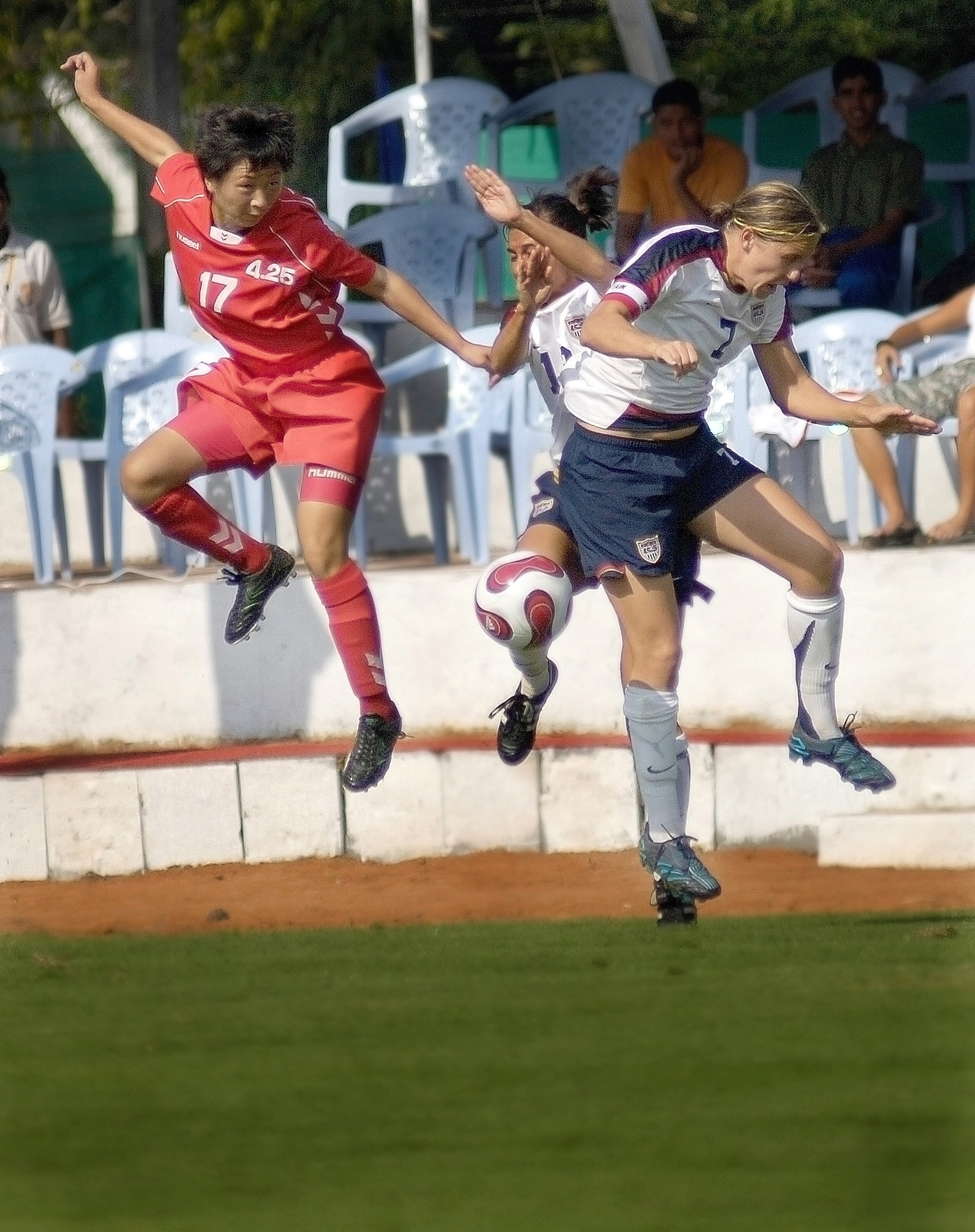
Jang Il-ok compitiendo por el balón

Desde 1993, el equipo de fútbol femenino ha tenido más éxito en el escenario internacional que en el lado masculino, clasificándose para la Copa Mundial Femenina de la FIFA 1999, 2003, 2007 y 2011. En 1999, el equipo derrotó a Dinamarca durante la fase de grupos, y en 2003 derrotó al campeón africano Nigeria. El equipo femenino se ha establecido como uno de los más fuertes en Asia, ganando las Copas Asiáticas Femeninas de la AFC en los años 2001 y 2003 después de terminar como subcampeona en 1993 y 1997.
En septiembre de 2010, el equipo de fútbol Middlesbrough Ladies recorrió el país para una serie de amistosos. Jugaron dos partidos, sin saber que estarían jugando equipos profesionales. Jugaron el April 25 Sports Club, perdiendo 6-2, y Kalmaegi, perdiendo 5-0. La visita le dio a Middlesbrough su mayor asistencia, con ambos partidos atrayendo a 6,000 personas cada uno, batiendo el récord anterior de 1,000 cuando jugaron Arsenal Ladies.

## Baloncesto
Corea del Norte también está activa en el baloncesto, con un equipo nacional que representa a la nación en competiciones internacionales.
Los líderes actuales y anteriores de la RPD de Corea eran conocidos por su afición al baloncesto. Se dijo que Kim Jong-Il tenía una videoteca de cada juego que jugaba Michael Jordan, y que recibió una pelota firmada de Jordan por Madeleine Albright en 1998. En diciembre de 2013, el ex profesional de baloncesto estadounidense Dennis Rodman visitó Corea del Norte para ayudar a entrenar equipo nacional después de haber desarrollado una amistad con el presidente Kim Jong-un durante su primera visita al país en febrero de 2013. Kim Jong-Un se ha reunido varias veces con el cinco veces campeón de la NBA y miembro del Salón de la Fama.

## Deportes de invierno
El patinaje de velocidad sobre pista corta y el patinaje artístico son deportes de invierno en los que Corea del Norte se desempeña bien. Sin embargo, el rendimiento en los Juegos Olímpicos de Invierno se ha mantenido modesto, lo que se describe como "sorprendente" dada la geografía montañosa de Corea del Norte.
El Festival Internacional de Patinaje Artístico del Premio Paektusan se celebra anualmente, una práctica que continuó incluso durante la década de 1990 cuando se suspendieron todos los demás eventos deportivos internacionales.

### Hockey sobre hielo
El hockey fue introducido en Corea del Norte visitando a trabajadores soviéticos y chinos en la década de 1950. Desde entonces, los norcoreanos han competido en eventos internacionales. El hockey es un pasatiempo popular en el país.
El éxito de los equipos nacionales de hockey sobre hielo de Corea del Norte ha sido limitado. Corea del Norte tiene un equipo masculino que ocupa el puesto 45 de 49 en el IIHF. Una liga nacional de hockey sobre hielo comenzó a operar en 1955, el mismo año en que se fundó la Asociación de Hockey sobre Hielo de la RPD de Corea. Los clubes se basan en ciudades como Pyongyang, Kaesong, Kanggye y Nampho.
El equipo femenino ocupa el puesto 26 de 34 y compite en la División II.

## Golf
Corea del Norte tiene un campo de golf en uso: el Complejo de Golf de Pyongyang. El curso es de 18 hoyos y 20 millas de Pyongyang. En 2011 tuvo lugar el primer Abierto de Golf Amateur de la RPDC y ahora es un evento anual, abierto a nacionalidades de todo el mundo.

## Gimnasia

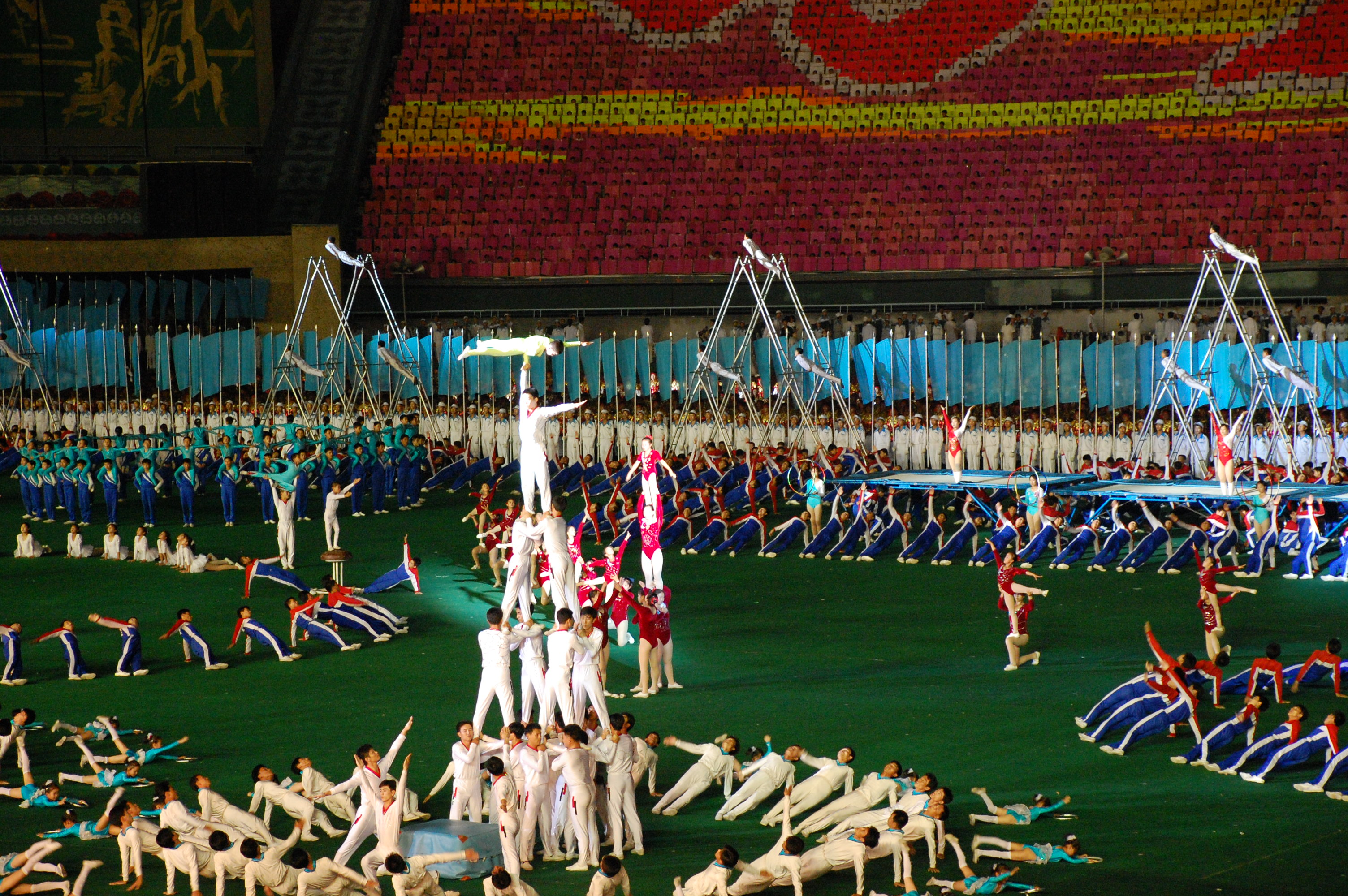
Festival Arirang en 2007

El Grand Mass Gymnastics and Artistic Performance Arirang (Chosŏn'gŭl: 아리랑 축제, Hancha: 아리랑 祝 祭), también conocido como Arirang Mass Games, o Arirang Festival es un festival artístico y de gimnasia masiva celebrado en el Estadio Rungrado Primero de Mayo en Pyongyang , Corea del Norte. Los juegos suelen tener lugar en agosto y / o septiembre.

## Taekwondo
El vigésimo campeonato mundial de la Federación Internacional de Taekwondo se celebró en Pyongyang en 2017.

## Lucha libre profesional

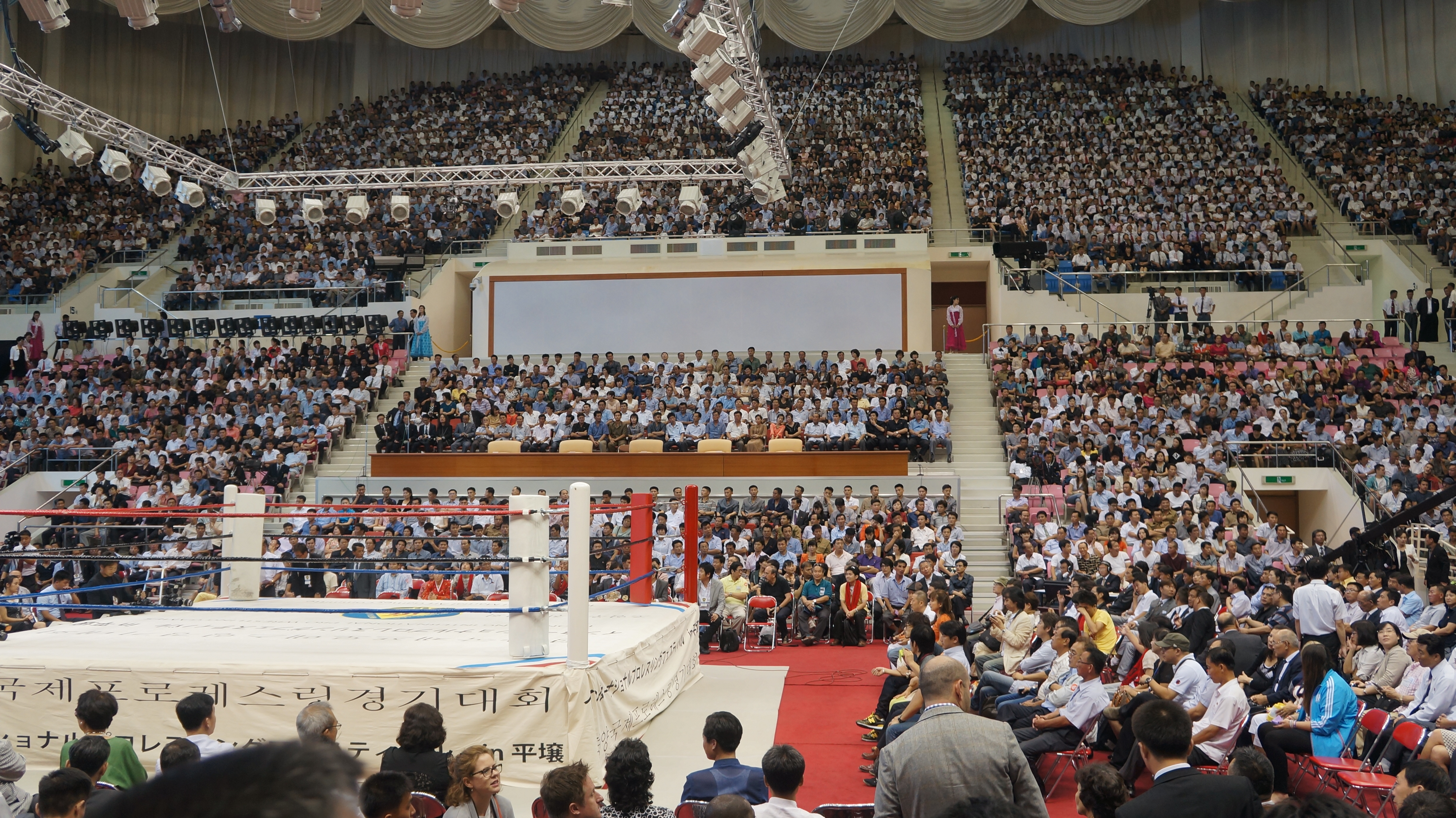
Un estadio está lleno de juegos de amistad pro-lucha libre.

En 1995, un equipo de la extinta promoción nacional de lucha profesional World Championship Wrestling, dirigido por el productor ejecutivo de la compañía Eric Bischoff y el ex campeón mundial Ric Flair, entre otros, voló a Pyongyang a través de China para participar en un "Festival Internacional de la Paz" coorganizado por North El político coreano y japonés Antonio Inoki, él mismo un antiguo ícono de la lucha profesional. En el transcurso de dos días, WCW tocó para una audiencia de 340,000 espectadores, en el estadio Pyongyang May Day, la audiencia más grande de la historia para un espectáculo de lucha profesional, con un evento principal en la última noche de Inoki vs. Flair, con una aparición de invitados. icono del boxeo Muhammad Ali.
Los partidos de los dos espectáculos, así como las imágenes del interior de Pyongyang y una pantalla de gimnasia masiva, se lanzaron en pay-per-view y VHS unos 17 meses después del evento, titulado Collision in Korea, y aunque el PPV tuvo un desempeño lamentable, 0.15, el lanzamiento de VHS se ha convertido en una especie de éxito de culto entre los fanáticos de la lucha libre desde hace mucho tiempo y los entusiastas de la cultura norcoreana, ya que la atmósfera del espectáculo es tan radicalmente diferente de la fanfarronería y el espectáculo habitual de la lucha libre estadounidense.

## Corea del Norte en los Juegos Olímpicos

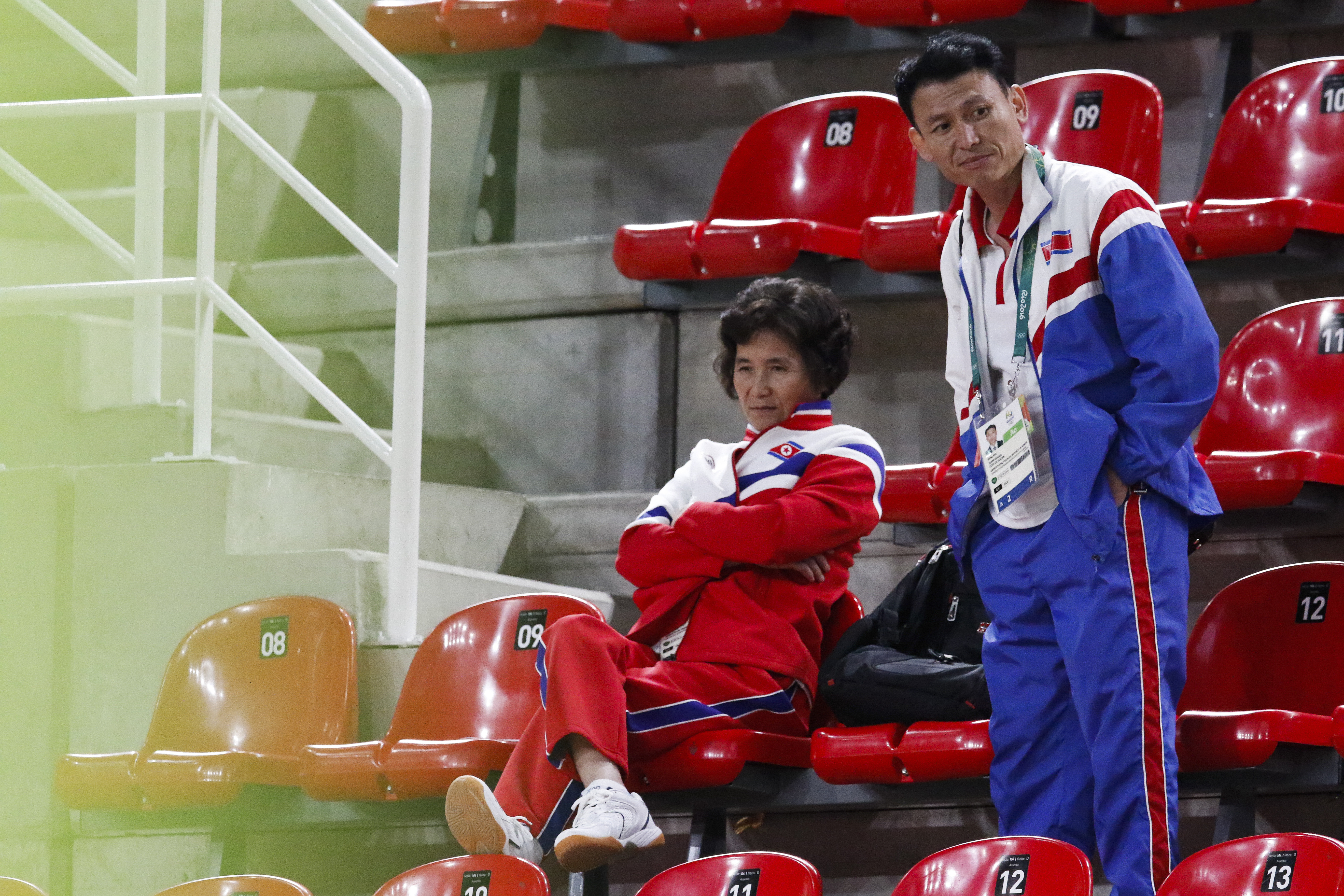
Los norcoreanos observan una sesión de entrenamiento para gimnasia en los Juegos Olímpicos de Verano 2016.

La primera aparición de Corea del Norte en los Juegos Olímpicos de Verano fue en los Juegos Olímpicos de Verano de 1972 en Munich, Alemania Occidental, llevándose a casa cinco medallas, incluyendo una de oro. Cuatro años después, en Montreal, la nación se llevó un oro y una plata en el boxeo, y cuatro años después ganó cinco medallas en el boxeo, la lucha libre y el levantamiento de pesas en Moscú. En 1984, la nación se unió al boicot del bloque del Este de los Juegos de Los Ángeles, y cuatro años después, boicoteó los Juegos celebrados en Seúl debido a la falta de voluntad del Sur para organizar el evento con el Norte. A pesar de un boicot comunista mayormente unificado en 1984, Cuba, Etiopía, Madagascar, Nicaragua y Seychelles se unieron al boicot de Corea del Norte en 1988.
La nación regresó a la competencia olímpica en 1992 en los Juegos de Barcelona, ganando nueve medallas sin precedentes en España, cuatro de ellas de oro.
En los Juegos de Sídney en 2000, y en Atenas cuatro años después, el Norte y el Sur marcharon juntos en las ceremonias de apertura y clausura bajo la Bandera de la Unificación, pero compitieron por separado. Corea del Norte ha ganado medallas en todos los Juegos Olímpicos de verano en los que han participado.
Los atletas norcoreanos también han competido en varias competiciones de los Juegos Olímpicos de Invierno, compitiendo por primera vez en los Juegos Olímpicos de Invierno de 1964 en Innsbruck. Han Pil-Hwa se llevó la medalla de plata en los 3000 metros de patinaje de velocidad femenino en el juego. Otra medalla olímpica de invierno de Corea del Norte fue un bronce en 1992 en los Juegos de Albertville cuando Hwang Ok-Sil ocupó el tercer lugar en los 500 metros de patinaje de velocidad sobre pista corta para mujeres. El Norte y el Sur marcharon nuevamente bajo la Bandera de Unificación en los Juegos de Turín en 2006.
En octubre de 2013, Kim Jong-un introdujo una nueva política que permite a los atletas exitosos recibir apartamentos de lujo en reconocimiento por sus logros. La recompensa fue otorgada a Om Yun-chol, An Kum-ae y Kim Un-guk, quienes obtuvieron medallas olímpicas en los Juegos Olímpicos de Verano 2012.

## Corea del Norte en los Juegos Asiáticos
Corea del Norte ha competido en los Juegos Asiáticos desde 1974. Se ubicó entre los cinco primeros en 1974, 1978, 1982 y 1990. En 2018, los atletas del Norte y del Sur se combinaron para reclamar la primera medalla de oro para una Corea unificada en los Juegos Asiáticos. en una carrera de mujeres en canoa.

## El deporte norcoreano en el cine
El cineasta británico Daniel Gordon ha creado dos documentales en inglés sobre el deporte norcoreano.
La película de 2002 El juego de sus vidas detalla a los siete miembros sobrevivientes del equipo de la Copa Mundial de 1966.
La película de 2004 A State of Mind sigue a dos niños gimnastas y sus familias mientras se preparan para el Festival Arirang 2003.
La película de 2012 As One (coreano: 코리아 RR: Koria; lit. "Korea") es una narración cinematográfica del primer equipo deportivo de Corea unificado de posguerra que ganó el oro en el Campeonato Mundial de Tenis de Mesa de 1991 en Chiba, Japón, con la actriz Bae Doona interpretando a Ri Bun-hui de Corea del Norte.

### Trabajos citados
- Yonhap News Agency (2002). North Korea Handbook. Seoul: M.E. Sharpe. ISBN 978-0-7656-3523-5.